# Guy Fric
Guy Fric, né le 25 juillet 1906 à Clermont-Ferrand (Puy-de-Dôme) et mort le 24 mars 1993 dans la même ville, est un homme politique français.

## Biographie
Il est député de la 2e circonscription du Puy-de-Dôme lorsque Valéry Giscard d'Estaing occupe des fonctions ministérielles.

## Détail des fonctions et des mandats
- 9 février 1959 - 9 octobre 1962 : député de la 2e circonscription du Puy-de-Dôme
- 8 janvier 1963 - 2 avril 1967 : député de la 2e circonscription du Puy-de-Dôme